# Чалова Олена Валеріївна
Чалова Олена Валеріївна (нар. 16 травня 1987) — колишня російська тенісистка.
Найвищу одиночну позицію світового рейтингу — 151 місце досягла 9 листопада 2009, парну — 133 місце — 14 червня 2010 року.
Здобула 8 одиночних та 9 парних титулів.
Завершила кар'єру 2012 року.

## Фінали ITF
| турніри $100,000 |
| турніри $75,000  |
| турніри $50,000  |
| турніри $25,000  |
| турніри $10,000  |

### Одиночний розряд: 11 (8–3)
| Результат | Ранг | Дата            | Турнір                       | Покриття | Суперниця          | Рахунок            |
| --------- | ---- | --------------- | ---------------------------- | -------- | ------------------ | ------------------ |
| Перемога  | 1.   | 21 червня 2004  | ITF Протвіно, Росія          | Тверде   | Василіса Бардіна   | 6–2, 6–1           |
| Перемога  | 2.   | 4 липня 2005    | ITF Красноармійськ, Росія    | Тверде   | Ірина Буликіна     | 6–4, 6–0           |
| Перемога  | 3.   | 8 серпня 2005   | ITF Ребек, Бельгія           | Ґрунт    | Ноемі Шарль        | 6–1, ret.          |
| Перемога  | 4.   | 12 вересня 2005 | ITF Льєйда, Іспанія          | Ґрунт    | Нурія Ройг         | 6–2, 3–6, 7–6(7–1) |
| Перемога  | 5.   | 16 липня 2006   | ITF Чунцін, КНР              | Тверде   | Чжан Шуай          | 6–4, 4–6, 6–2      |
| Поразка   | 1.   | 4 лютого 2008   | ITF Валі-ду-Лобу, Португалія | Тверде   | Домініка Ноцярова  | 2–6, 0–6           |
| Перемога  | 6.   | 18 лютого 2008  | ITF Портіман, Португалія     | Тверде   | Ніна Братчикова    | 6–4, 6–4           |
| Перемога  | 7.   | 10 березня 2008 | ITF Каїр, Єгипет             | Ґрунт    | Александра Каданцу | 6–2, 6–3           |
| Поразка   | 2.   | 10 березня 2009 | ITF Лас-Пальмас, Іспанія     | Тверде   | Емілі Веблі-Сміт   | 0–6, 6–7(5–7)      |
| Поразка   | 3.   | 17 травня 2009  | Kurume Cup, Японія           | Трава    | Ксенія Ликіна      | 5–7, 3–6           |
| Перемога  | 8.   | 27 липня 2009   | ITF Алмати, Казахстан        | Тверде   | Оксана Калашникова | 6–3, 6–4           |

### Парний розряд: 21 (9–12)
| Результат | Ранг | Дата            | Турнір                      | Покриття   | Партнерка             | Суперниці                           | Рахунок               |
| --------- | ---- | --------------- | --------------------------- | ---------- | --------------------- | ----------------------------------- | --------------------- |
| Поразка   | 1.   | 27 червня 2004  | ITF Протвіно, Росія         | Тверде     | Марія Гугель          | Василіса Бардіна Юлія Єфремова      | 3–6, 2–6              |
| Поразка   | 2.   | 6 червня 2005   | ITF Варшава, Польща         | Ґрунт      | Вероніка Капшай       | Ольга Брозда Наталія Колат          | 1–6, 4–6              |
| Поразка   | 3.   | 21 червня 2005  | ITF Бухарест, Румунія       | Ґрунт      | Катерина Лопес        | Коріна Кордуняну Габріела Нікулеску | 2–6, 4–6              |
| Поразка   | 4.   | 4 липня 2005    | ITF Красноармійськ, Росія   | Тверде     | Катерина Лопес        | Анна Бастрікова Юлія Єфремова       | 2–6, 6–7              |
| Поразка   | 5.   | 19 липня 2005   | ITF Дюссельдорф, Німеччина  | Ґрунт      | Даниця Крстаїч        | Ольга Брозда Моніка Шнейдер         | 6–1, 1–6, 2–6         |
| Поразка   | 6.   | 31 липня 2005   | ITF Горб, Німеччина         | Ґрунт      | Іванна Ісраїлова      | Луціє Кріґсманнова Зузана Залабська | 4–6, 3–6              |
| Перемога  | 1.   | 2 серпня 2005   | ITF Бад-Заульгау, Німеччина | Ґрунт      | Іванна Ісраїлова      | Сандра Мартинович Дарія Юрак        | 6–4, 4–6, 6–4         |
| Перемога  | 2.   | 6 вересня 2005  | ITF Дурмерсгайм, Німеччина  | Ґрунт      | Даниця Крстаїч        | Адріана Барна Кароліна Шнайдер      | 4–6, 6–4, 6–4         |
| Поразка   | 7.   | 28 травня 2006  | ITF Кампобассо, Італія      | Ґрунт      | Рената Ворачова       | Нікола Франькова Аліса Клейбанова   | w/o                   |
| Поразка   | 8.   | 11 лютого 2008  | ITF Албуфейра, Португалія   | Тверде     | Мартіна Бабакова      | Юлія Глушко Марина Мельникова       | 3–6, 6–0, [9–11]      |
| Поразка   | 9.   | 24 лютого 2008  | ITF Портіман, Португалія    | Тверде     | Людмила Нікоян        | Емілі Баке Хаєнне Евейк             | w/o                   |
| Поразка   | 10.  | 10 березня 2008 | ITF Каїр, Єгипет            | Ґрунт      | Інна Соколова         | Оксана Калашникова Галина Фокіна    | 4–6, 2–6              |
| Перемога  | 3.   | 20 жовтня 2008  | ITF Лагос, Нігерія          | Тверде     | Валерія Савіних       | Рушмі Чакравартхі Іша Лахані        | 6–7, 6–3, [10–7]      |
| Поразка   | 11.  | 19 грудня 2008  | ITF Дубай, ОАЕ              | Тверде     | Валерія Савіних       | Маша Зец-Пешкірич Ірена Павлович    | 6–7(6–8), 6–3, [3–10] |
| Перемога  | 4.   | 19 січня 2009   | ITF Каарст, Німеччина       | Килим (i)  | Марина Мельникова     | Юлія Бабілон Франціска Ецель        | 6–3, 6–2              |
| Поразка   | 12.  | 11 липня 2009   | ITF Загреб, Хорватія        | Ґрунт      | Анастасія Полторацька | Дарія Юрак Рената Ворачова          | 2–6, 5–7              |
| Перемога  | 5.   | 13 липня 2009   | ITF Звевегем, Бельгія       | Ґрунт      | Дарія Юрак            | Сема Юріка Орелі Веді               | 6–1, 6–4              |
| Перемога  | 6.   | 1 серпня 2009   | ITF Алмати, Казахстан       | Тверде     | Оксана Калашникова    | Ніна Братчикова Агнеш Сатмарі       | 6–1, 6–0              |
| Перемога  | 7.   | 7 вересня 2009  | ITF Денен, Франція          | Ґрунт      | Ксенія Ликіна         | Магдалена Кіщиньська Теодора Мирчич | 6–4, 6–3              |
| Перемога  | 8.   | 5 жовтня 2009   | Open de Лімож, Франція      | Тверде (i) | Оксана Калашникова    | Флоранс Аренг Віолетта Юк           | 4–6, 6–3, [10–4]      |
| Перемога  | 9.   | 6 грудня 2010   | ITF Дубай, ОАЕ              | Тверде     | Ксенія Палкіна        | Тетяна Ареф'єва Юліана Федак        | 6–2, 6–4              |